# Colibrí amazília cuaclar
El colibrí amazília cuaclar (Elliotomyia chionogaster) és una espècie d'ocell de la família dels troquílids (Trochilidae) que habita garrigues i sabanes als Andes, a l'est del Perú, centre, est i sud-est de Bolívia, sud-oest del Brasil i nord-oest de l'Argentina.